# Delias pseudomarguerita
Delias pseudomarguerita är en fjärilsart som beskrevs av Gerrits och Van Mastrigt 1993. Delias pseudomarguerita ingår i släktet Delias och familjen vitfjärilar. Inga underarter finns listade i Catalogue of Life.